# Tycho Brahe (krater)
Tycho Brahe er et nedslagskrater på Mars er opkaldt efter den danske astronom Tycho Brahe (1546–1601). Det har en diameter på 106 km og er beliggende i Cerberushalvkuglen af Mars, omkring 49,8° og 213.9° vest, i et område, der ligger sydøst for Martz krateret og øst for Hellas Bassinet.
Krateret Tycho Brahe på Mars må ikke forveksles med krateret Tycho på Månen.